# São Miguel (Vila Franca do Campo)
São Miguel es una freguesia portuguesa perteneciente al municipio de Vila Franca do Campo, situado en la Isla de São Miguel, Región Autónoma de Azores. Posee un área de 19,47 km² y una población total de 4 047 habitantes (2001). La densidad poblacional asciende a 207,9 hab/km². Es la freguesia más importante del municipio, donde se encuentran la mayor parte de los servicios, comercio y la Cámara Municipal.
- Datos: Q1880678
- Multimedia: São Miguel (Vila Franca do Campo) / Q1880678

1. ↑  Worldpostalcodes.org,código postal n.º 9680-174.